# Swissôtel Tallinn (гостиница, Таллин)
Swissôtel Tallinn — высотное здание, расположенное в центре Таллина (Эстония). Является вторым по высоте зданием Таллина после Церкви святого Олафа.

## История
Здание расположено в офисно-жилом квартале Маакри. Строительство здания началось в 2004 году и завершилось в 2007 году.

## Описание
Высота здания составляет 117 метров. В нём 30 этажей над землёй и один подземный. Здание построено из стекла, стали и алюминия. В нём расположены отель сети «Swissôtel Hotels & Resorts» на 238 номеров, квартиры, предприятия розничной торговли, фитнес-центр и три ресторана.